# Mitsubishi PX-33

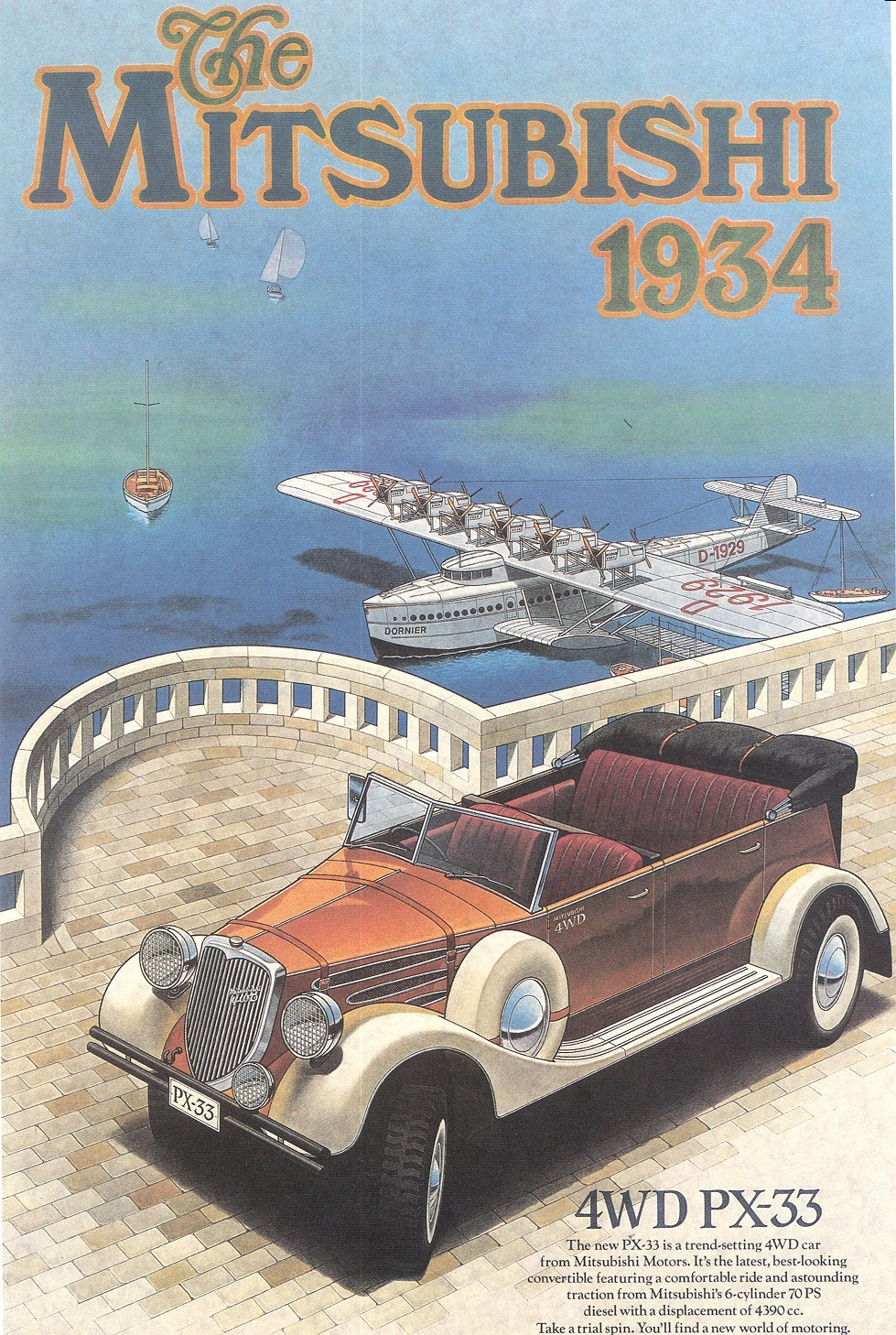
Mitsubishi PX-33, Werbeplakat von 1934 mit Dornier Do X

Der Mitsubishi PX-33 (japanisch 三菱 PX-33) war ein offener Tourenwagen von Mitsubishi mit Allradantrieb aus dem Jahre 1933. Bis 1937 wurden nur wenige Prototypen für das Kaiserlich Japanische Heer gefertigt. Um 1988 wurden zwei Nachbauten in Einzelanfertigung hergestellt.

## Geschichte
Von Mitsubishi wurde 1917 mit dem Mitsubishi Model A  das erste japanische Serienautomobil gebaut. Es war mehr oder weniger eine Kopie des Fiat Zero aus Italien. Der „Mitsubishi PX-33“ wurde das nächste von Mitsubishi für das Militär gebaute Automobil und war das erste Allradfahrzeug von Japan. Außerdem wurde bei Mitsubishi ab 1920 der Lastkraftwagen „Mitsubishi T-1“ gebaut. Ab 1931 hatte man bei Mitsubishi einen eigenen Dieselmotor zum Einsatz in Kraftfahrzeugen. Ab 1932 war von Mitsubishi die Omnibus-Reihe Fuso B46 verfügbar.
Der Mitsubishi PX-33 wurde ab 1933 im Auftrag des japanischen Heeres als Militärfahrzeug entwickelt. Hauptaufgabe sollte der Transport von Offizieren zwischen Gefechtsständen sein. Das erste Fahrzeug wurde mit der Prototyp-Bezeichnung Mitsubishi-PSF etwa Ende 1933 in der Mitsubishi-Werft in Kōbe gefertigt. Im Rahmen der ersten Vorstellung wurde auch ein schwieriger Geländeabschnitt gemeistert, der bis dahin als für Pkw unüberwindlich galt. Bis 1936 wurden drei weitere Prototypen gefertigt. 1937 wurde das Projekt eingestellt, nachdem die japanische Regierung Mitsubishi zur Umstellung der Entwicklung und Produktion rein auf Lkw, Busse und militärische Güter aufgefordert hatte. Beim japanischen Militär wurde ab 1935 der Typ 95 Aufklärungswagen der Marke Kurogane angeschafft. 

## Konstruktion
Das Fahrzeug war ein viersitziger Tourenwagen ohne Seiten- und Rückfenster mit aufklappbarem Cabrioverdeck. Das Stoffverdeck hatte Spriegel. Es wurde auf jeder Seite hinten von V-förmigen Streben und vorn mit zwei weiteren, I-förmigen Streben getragen. Die Windschutzscheibe von war fest eingebaut und reichte bis zum Verdeck. Die Seitenwände des Innenraums waren bis zur halben Fahrzeughöhe geschlossen, der Rest offen. Zwei vorn öffnende Türen (vergl. Selbstmördertür) vereinfachten das Einsteigen.
Die Kotflügel erstreckten sich jeweils über die gesamte Fahrzeugseite. Über den Rädern waren sie nahezu halbkreisförmig gebogen und zu den Seite hin abgerundet. Hinter dem vorderen Rad war der Kotflügel jeweils verlängert. Dort konnte ein Reserverad mitgeführt werden. Die nötige Bewegungsfreiheit der Räder wurde dadurch sichergestellt, dass die Kotflügel jeweils oberhalb des Rades endeten und es nicht teilweise verdeckten. Im Mittelteil waren die Kotflügel als waagerechte Trittflächen ausgelegt, um das Einsteigen zusätzlich zu erleichtern.
Der Motor war vorn im Langhauber-Motorraum eingebaut. Es ist bekannt, dass es sich um einen Typ Mitsubishi S6 mit 4,4 Litern Hubraum und 51 kW-Motorleistung handelte. Der Bezeichnung nach handelte es sich um einen Sechszylinder-Reihenmotor. Für das Fahrzeugmodell war auch ein Mitsubishi-445AD-Dieselmotor (4 Zylinder) geplant, wobei unbekannt ist, ob eines der Fahrzeuge mit diesem Motor oder mit dem Sechszylinder-Dieselmotor Mitsubishi-650AD gebaut wurde. Die Kraftübertragung erfolgte mit Allradbetrieb, womit das Fahrzeug eine für die damalige Zeit hervorragende Geländegängigkeit hatte. Vorn war ein großer Kühlergrill eingebaut, der mittig durch eine senkrechte Stahlrippe verstärkt war. Zusätzlich wurde Kühlluft auf beiden Seiten durch je drei mit einem nach unten offenen, hervorstehenden Schutzblech versehene Lüftungsschlitze geleitet. Die Stoßstange bestand aus einem Stahlrohr mit seitlichen Stopfen.
Der Wagen war als Rechtslenker ausgeführt. Der Fahrer saß, wie in Japan üblich, auf der rechten Seite. Außen befand sich auf dem Trittbrett der Fahrerseite ein kleiner Werkzeugbehälter. Auf der Beifahrerseite war außen ein Reserverad montiert. Details zum Fahrzeugheck oder zum Kofferraum sind nicht bekannt.

## Nachbauten

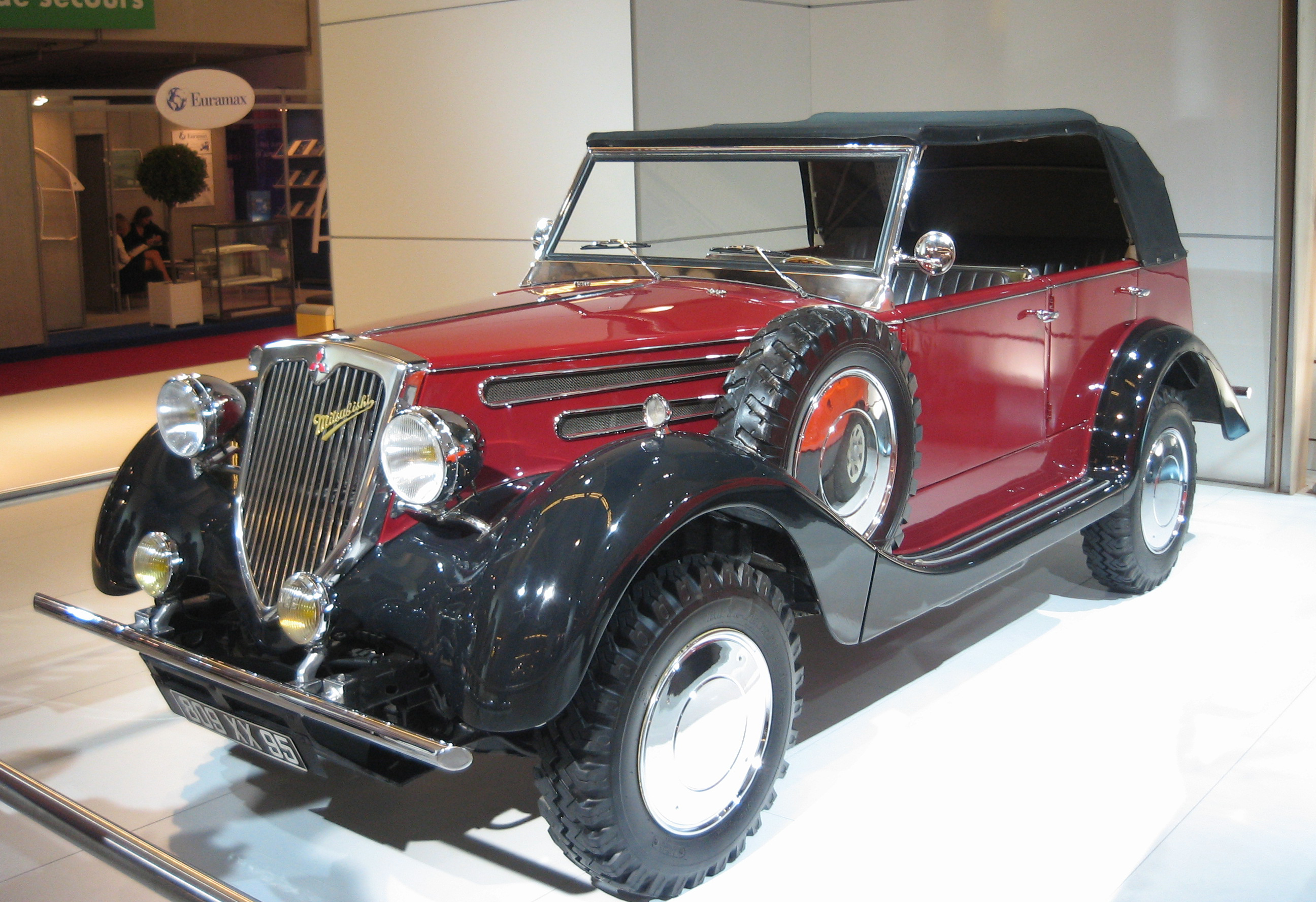
Mitsubishi PX-33, Nachbau von 1988

1988 wurden in Frankreich unter Mithilfe von Mitsubishi Motors, dem Nachfolger von Mitsubishi Heavy Industries, zwei Nachbauten auf dem Fahrgestell und dem Antrieb des damals aktuellen Mitsubishi-Pajero-Modells gefertigt.
Eines der Fahrzeuge war als reines Ausstellungsstück vorgesehen und hielt sich bis auf einige Details weitgehend an das Aussehen des Prototyps von 1934. Es wurde auf dem Pariser Autosalon 1988 erstmals gezeigt.
Das zweite Fahrzeug wurde speziell für den sportlichen Einsatz unter anderem bei der Rallye Paris-Dakar gebaut und unterschied sich wesentlich vom Original. Es hatte zum Beispiel eine stabilere, geschlossene Fahrgastzelle mit A- und B-Säule sowie ein Stahldach und entsprechende Sicherheitsausstattung.